# Pieter van de Putte
Pieter (Piet) van de Putte (Harderwijk, 8 februari 1935 - Nieuwegein, 7 november 2016) was een Nederlands ingenieur en hoogleraar in de moleculaire genetica.
Van de Putte behaalde in 1960 zijn ingenieursdiploma bij de afdeling Scheikundige Technologie aan de Technische Hogeschool Delft. Daarna was hij werkzaam bij het Medisch Biologisch Laboratorium van de Rijksverdedigingsorganisatie TNO in Rijswijk. Het onderzoek dat hij daar verrichtte resulteerde in een proefschrift getiteld Herstel van stralingsschade in Escherichia coli, waarop hij in 1967 promoveerde bij prof. Arthur Rörsch van de Rijksuniversiteit Leiden.
Daarna verhuisde Van de Putte naar de afdeling Moleculaire Genetica van de Rijksuniversiteit Leiden, waar hij bleef werken aan herstel van stralingsschade. Daarnaast startte hij ook onderzoek aan een destijds nieuw ontdekt bacterieel virus: faag Mu.
In oktober 1983 volgde hij prof. Rörsch op als hoogleraar van Moleculaire Genetica en hield ter gelegenheid daarvan de oratie "Foutloos of foutief herstel van DNA: een dilemma voor de levende cel". In deze functie stond Van de Putte wetenschappelijk aan de wieg van de recombinant DNA-technologie en was de eerste in Nederland die met behulp van restrictie-enzymen genen kloneerde. Onder zijn leiding groeide de afdeling uit tot een internationaal bekende onderzoeksgroep. Hij was promotor van onder andere Ronald Plasterk.
In september 1997 ging Van de Putte met emeritaat. Hij stierf op 7 november 2016.
- Bibliothèque nationale de France: cb122793634 (data)
- Gemeinsame Normdatei: 1033495417
- International Standard Name Identifier: 0000 0000 0037 7378
- Nederlandse Thesaurus van Auteursnamen: 069580383
- Système universitaire de documentation: 071340750
- Virtual International Authority File: 214911771
- WorldCat: E39PBJfcQX6KBx4DjdmjwPYF8C